# 维也纳摩天轮

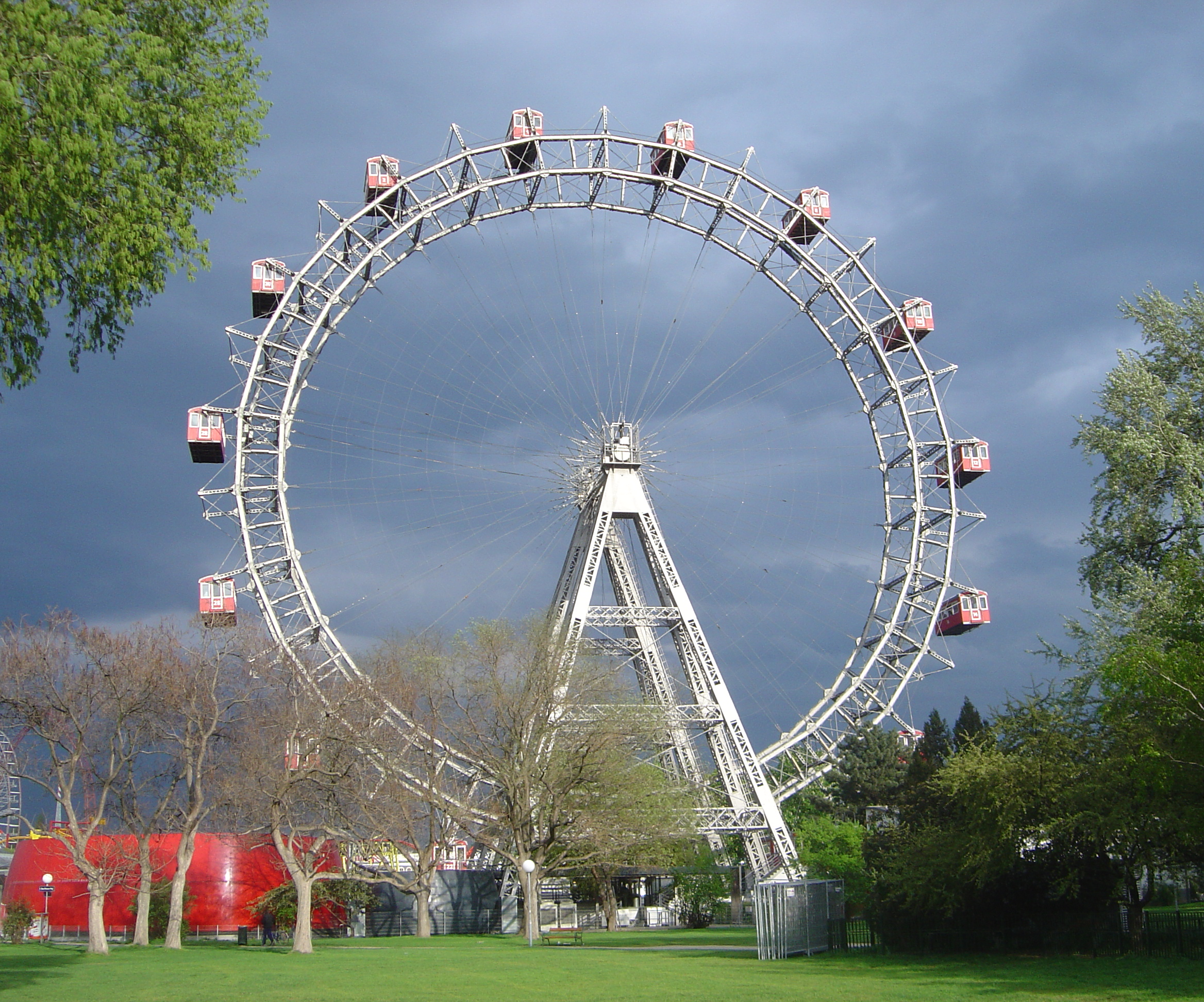
维也纳摩天轮

维也纳摩天轮（Wiener Riesenrad）是一个摩天轮，位于奥地利首都维也纳第二区利奥波德城（Leopoldstadt）的普拉特游乐场入口，是维也纳最热门的旅游景点之一，对许多人来说，这是这个区甚至全市的标志。
维也纳摩天轮是最早的摩天轮之一，1897年为皇帝弗朗茨·约瑟夫一世的金禧庆典而兴建，总高64.75米。
维也纳摩天轮最初有30个座舱，在二战期间严重受损，战后重建，改为只有15个座舱。
维也纳摩天轮是至今仍在营运的一座19世纪摩天轮，1920年，巴黎摩天轮拆除后，维也纳摩天轮就成为世界最高的摩天轮。1944年在二战期间烧毁，次年重建，仍然保持世界最高摩天轮的地位，直到1985年被日本筑波市超过（85米高）。
维也纳摩天轮并不是维也纳唯一的摩天轮，只是其中最大的一个。第二个永久摩天轮位于波西米亚普拉特。

## 大眾文化
维也纳摩天轮因战后黑色电影《黑狱亡魂》而出名。它还出现在1987年詹姆斯·邦德电影《黎明杀机》、托馬斯·布勒齊納的《冒险小虎队》系列、马克思·欧弗斯的《一个陌生女子的来信》以及理查德·林克莱特的《爱在黎明破晓时》中。

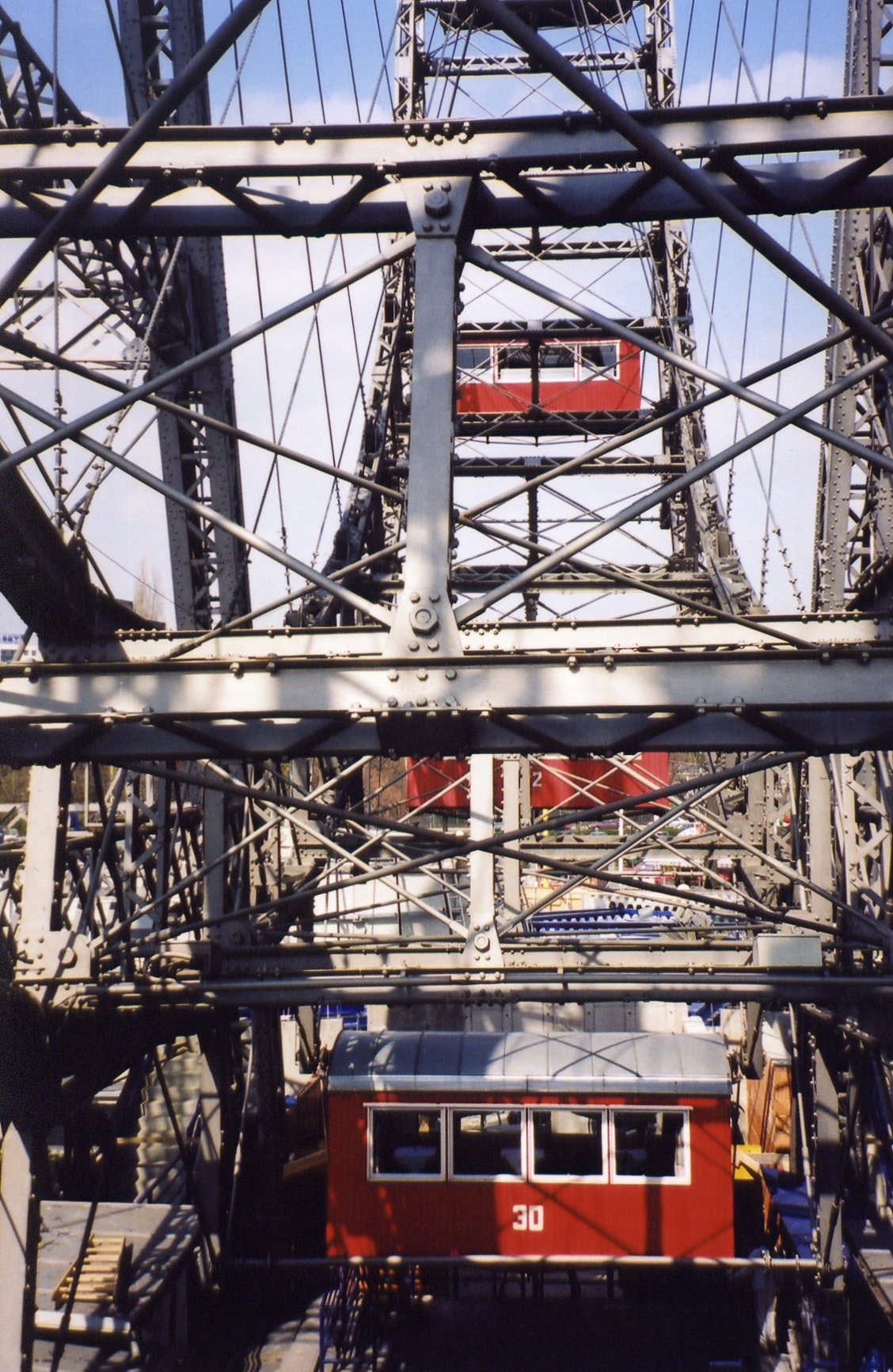
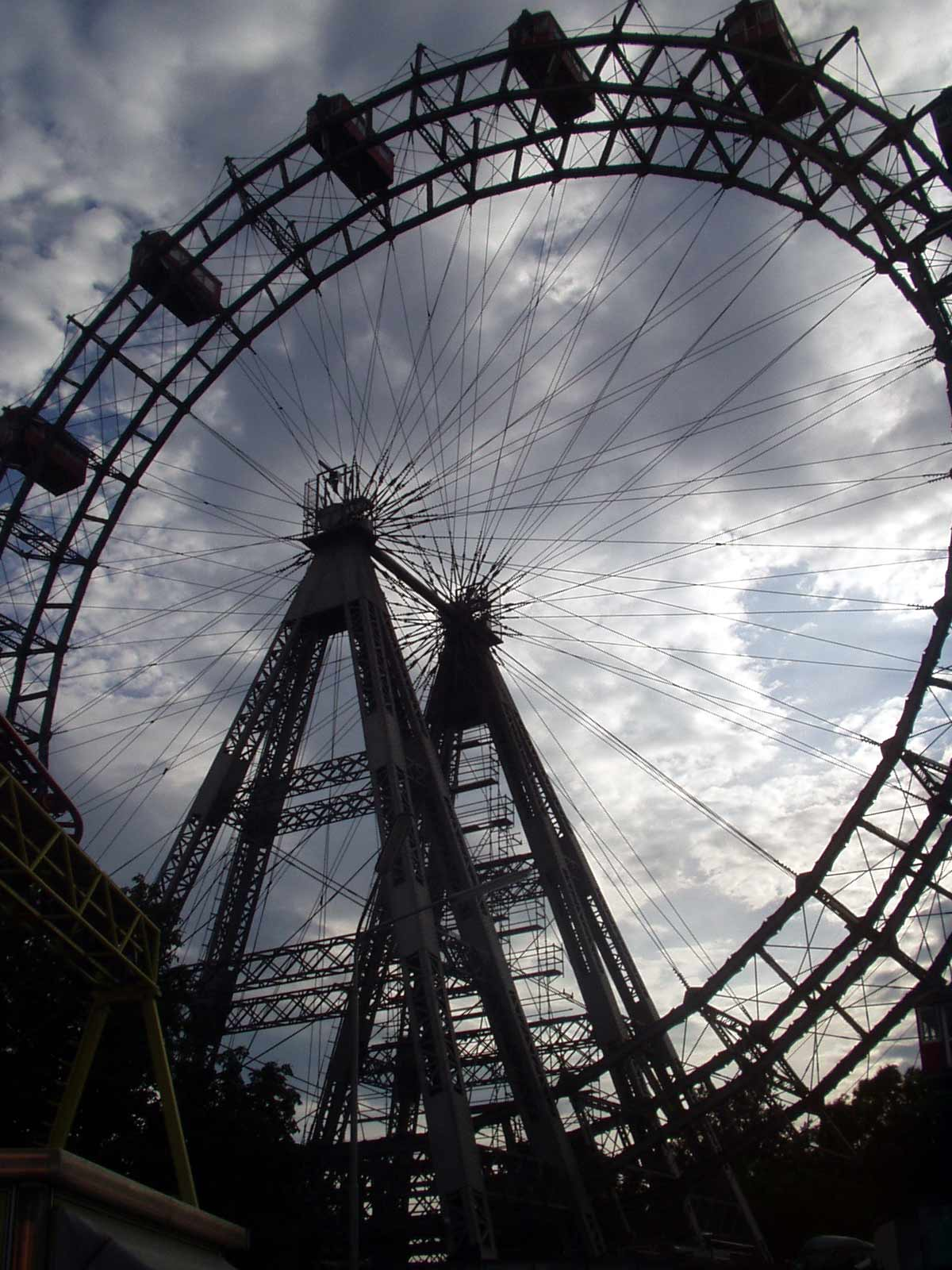
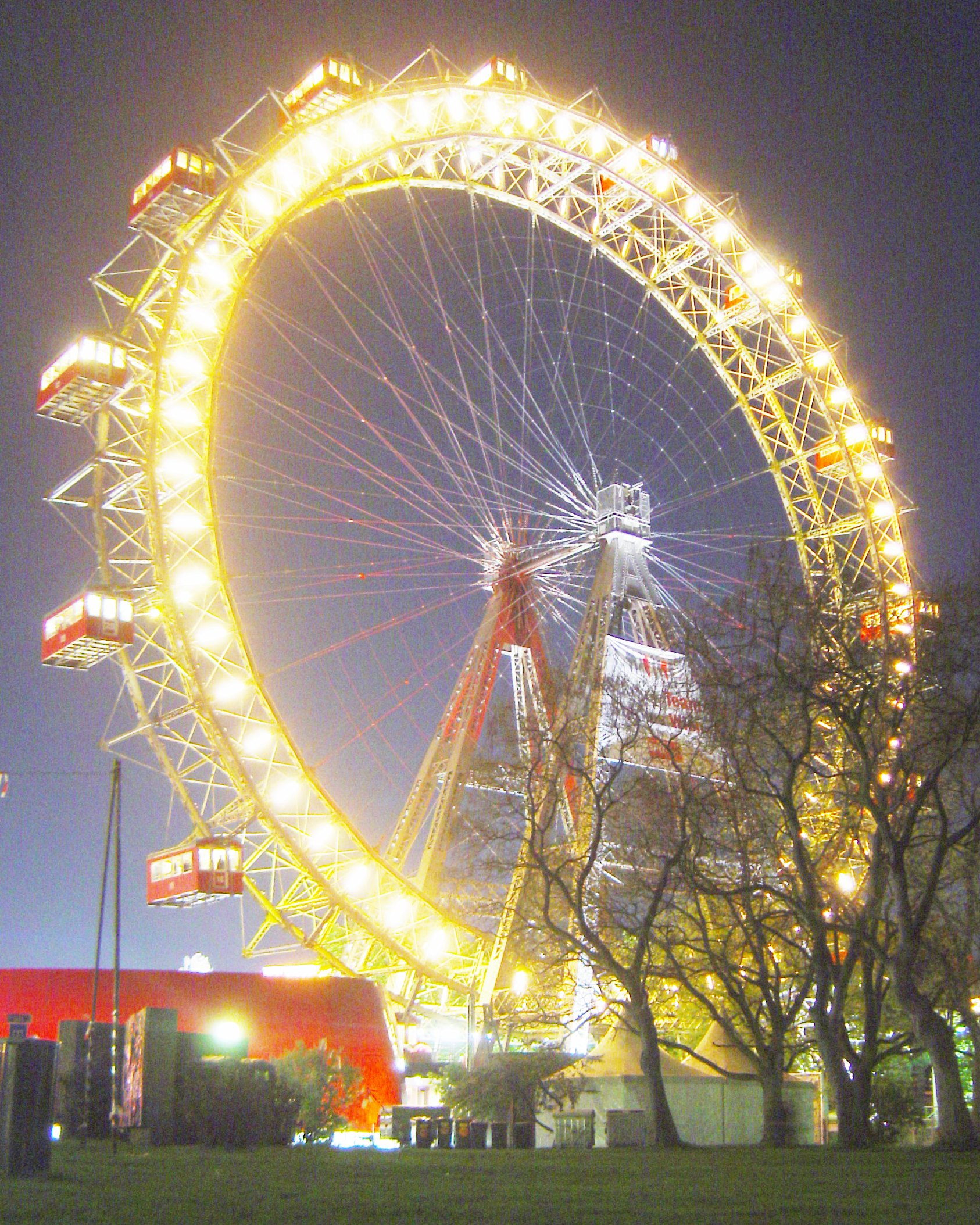
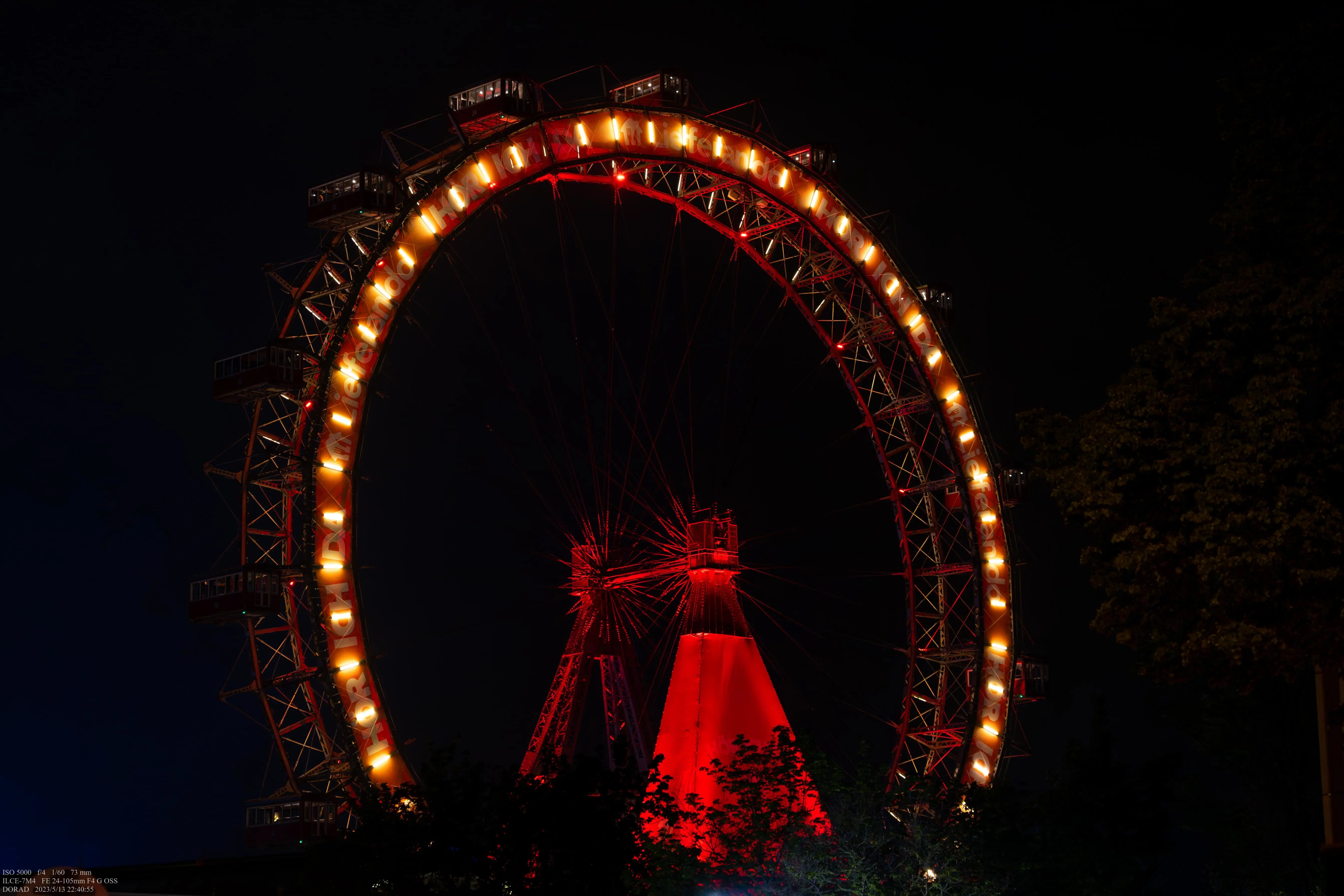